# Gonzalo Castañón Escarano
Gonzalo Castañón Escarano (Mieres, 1834 - Cayo Hueso, 1870) fou un escriptor i periodista espanyol que es va assentar a Cuba. La seva mort, en un homicidi, va donar peu, un any més tard, a l'afusellament per part de les autoritats colonials de vuit estudiants cubans de medicina, acusats d'una presumpta profanació de la seva tomba, profanació que mai va ocórrer.

## Biografia
Va néixer el 2 de desembre de 1834 a Mieres,[1] estudiant a la Universitat d'Oviedo i es va llicenciar en dret el 24 de gener de 1859.  Es va donar a conèixer en la premsa cap a 1857 com a fundador del periòdic La Tradició.

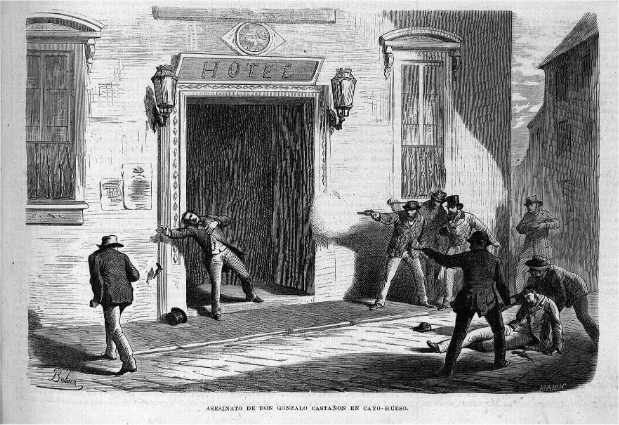
La Mort de Castañón a Cayo Hueso

Era amic íntim d'Antonio Arango i Valdés, col·laborant amb ell en molts diaris a Oviedo, fins que es va traslladar a Madrid per a formar part de la redacció del diari El Dia i passant després a ser director de la Crònica de ambos Mundos. L'any 1863 va tornar a Astúries, on al poc temps va ser elegit diputat provincial. A Cuba va exercir els càrrecs de secretari del Govern de Port-au-Prince, oficial lletrat del Consell d'Administració i cap de contribucions del Banc Espanyol de l'Havana. Va ser fundador i director de La Veu de Cuba, a més de fundar La Quinzena.
Va morir víctima d'un homicidi a l'illa de Key West el 31 de gener[2] o l'1 de febrer[1] de 1870. Un any després de la seva mort, el 27 de novembre de 1871,[3] vuit estudiants de medicina cubans van ser executats per una presumpta profanació de les seves restes mortals, profanació que no va ocórrer mai, l'any 1887 des seves despulles varen ser portades a Espanya. Les seves restes es troben en Els Pontons de Telledo, en el consell asturià de Lena.

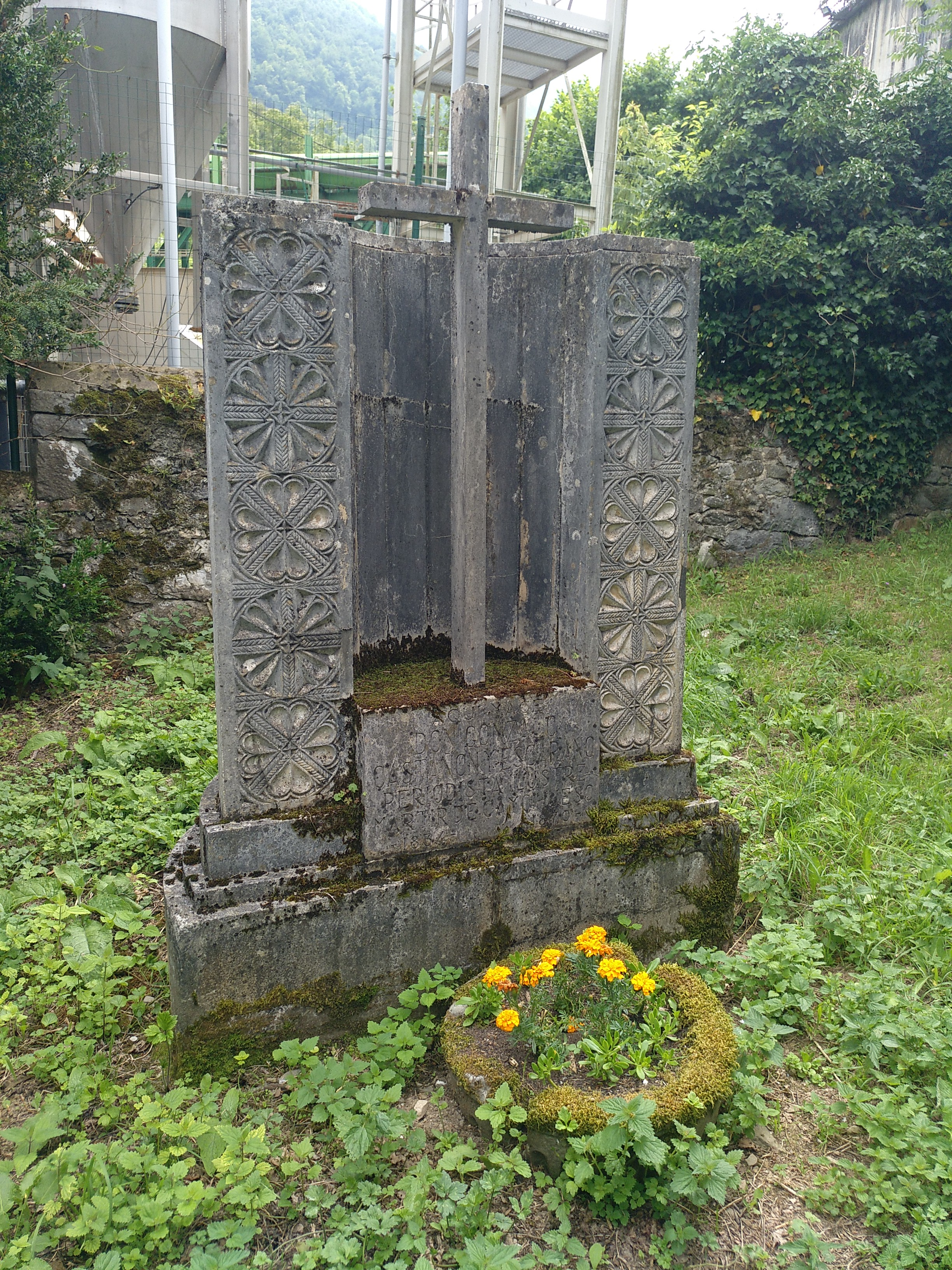
Sepultura de Gonzalo Castañón en Ḷḷena